# Londoni Szimfonikus Zenekar
A Londoni Szimfonikus Zenekar (London Symphony Orchestra, népszerű rövidítéssel LSO) Nagy-Britannia egyik legjelentősebb (klasszikus zenei) zenekara. 1982 óta központjuk a londoni Barbican Arts Centre.

## Története
A zenekar elődje az 1879 óta rendezett londoni Richter-koncertek alkalmi, de többé-kevésbé állandó tagokból álló együttese volt. Mint önálló, saját magát irányító szervezet, 1904-ben alakult meg formálisan (az Egyesült Királyságban az első ilyen zenekar volt), Richter János vezetésével. Legelső koncertjüket ugyanezen év június 9-én adták. Richter 1911-ig maradt a zenekar vezető karmestere, amikor is helyét Edward Elgar vette át egy év erejéig.
1966-ban a zenekar munkáját kiegészítendő megalakult a Londoni Szimfonikus Kórus (London Symphony Choir, LSC). A kórus 200 amatőr énekest számlál, s bár szoros kapcsolatban áll a LSO-val, lényegében önállóan működik, mely lehetővé teszi, hogy más jelentős zenekarokhoz is csatlakozzon.
A közelmúltban a vezető karmesterek közé tartozott Pierre Monteux (1961–64), Kertész István (1965–68), André Previn (1968–79) és Claudio Abbado (1979–88). 1988 és 1995 között az amerikai Michael Tilson-Thomas töltötte be ezt a tisztséget, majd 1995-től mint vezető vendégkarmester folytatta tevékenységét. Helyébe Sir Colin Davis lépett, aki egészen 2006-ig volt a LSO vezető karmestere, majd 2007-ben a zenekar elnöke lett. 2007. január 1-jétől a zenekar vezető karmestere Valerij Gergijev. A Koszorús Karmester címet Previn viseli. 2006-ban Tilson-Thomas mellett Daniel Harding is a zenekar vezető vendégkarmestere lett, Richard Hickox pedig társ-vendégkarmester.
A Londoni Szimfonikus Zenekar jelenlegi ügyvezető igazgatója Kathryn McDowell, aki Clive Gillinsontól vette át a posztot. 2000 óta a zenekar saját név alatt is (LSO Live) készít CD-felvételeket, melyet Gillinson alapított meg.

## Tevékenysége

### Fellépések
A Londoni Szimfonikus Zenekar volt az első brit zenekar, mely külföldön is fellépett (az első Nagy-Britannián kívüli koncertre 1906-ban, Párizsban került sor), s 1912-es USA-béli szereplésük szintén úttörő jelentőségű, csakúgy, mint 1973-ban a Salzburgi Ünnepi Játékokra szóló meghívásuk. A zenekar az eredeti tervek szerint 1912 áprilisában lépett volna fel New Yorkban, s a Titanic fedélzetén utazott volna, de az utolsó pillanatban meg kellett változtatniuk a helyfoglalást. A LSO azóta is szervez turnékat a világ minden részébe.
Egybehangzó vélemények szerint a londoni zenekarok közül az LSO a legnyitottabb, bár fennállási idejének jelentős részében nők nem léphettek a tagjai sorába.[forrás?] Fiatalos életkedvvel játsszák olyan szerzők műveit, mint Hector Berlioz vagy Szergej Prokofjev. A zenekarnak gyakran voltak tagjai nemzetközileg is ismert zenészek, mint például James Galway (fuvola), Gervase de Peyer (klarinét), Roger Lord (oboa), Osian Ellis (hárfa), John Georgiadis (hegedű) és Barry Tuckwell (kürt). Mint a legtöbb együttes, a LSO is rendkívül változatos hangzásvilágok kialakítására képes, megfelelve olyan karmesterek igényeinek is, mint Leopold Stokowski (akinek vezényletével híres felvételek sorát készítette el a zenekar), Adrian Boult, Jascha Horenstein, Solti György, André Previn, Széll György, Claudio Abbado, Leonard Bernstein, John Barbirolli és Karl Böhm, aki élete késői szakaszában igen közeli kapcsolatban állt a zenekarral. Böhm és Bernstein egyaránt viselték a LSO elnöki tisztjét.

### Felvételek
A Londoni Szimfonikus Zenekar az évek során számos filmzene-felvételt is készített, ezek közé tartozik az összes Csillagok háborúja epizód (John Williams; a trombitaszólót minden alkalommal Maurice Murphy játszotta), Roger nyúl a pácban (Alan Silvestri), Az elveszett frigyláda fosztogatói (John Williams), Őslények országa (James Horner), A Rettenthetetlen (James Horner), Harry Potter és a Titkok Kamrája (John Williams), és a Christopher Reeve főszereplésével készült Superman (John Williams). Nem egy popzene-felvételen is szerepeltek, mint például a Beatles együttes nyolcadik albumán, a Sgt. Pepper’s Lonely Hearts Club Band című korongon. A Lara Croft Tomb Raider: The Angel of Darkness elnevezésű számítógépes játékprogram háttérzenéjét a Londoni Szimfonikus Zenekar játszotta.

## Vezető karmesterek
- Richter János (1904–1911)
- Edward Elgar (1911–1912)
- Nikisch Artúr (1912–1914)
- Thomas Beecham (1915–1917)
- Albert Coates (1919–1922)
- Willem Mengelberg (1930–1931)
- Hamilton Harty (1932–1935)
- Josef Krips (1951–1954)
- Pierre Monteux (1960–1964)
- Kertész István (1965–1968)
- André Previn (1968–1979)
- Claudio Abbado (1979–1987)
- Michael Tilson-Thomas (1987–1995)
- Colin Davis (1995–2006)
- Valerij Gergijev (2007–2015)
- Simon Rattle (2017-)

## Külső hivatkozások
- Hivatalos oldal (angol nyelven)
  - A zenekar jelenlegi tagjai (angol nyelven)
  - Diszkográfia (angol nyelven)
- Cikk az Allmusic.com weboldalon[halott link] (angol nyelven)